# Silurus aristotelis
Espèce
Statut de conservation UICN

 DD  : Données insuffisantes
Silurus aristotelis est une espèce de poissons d'eau douce de la famille des Siluridae.

## Répartition
Ce poisson est endémique de la Grèce où il se rencontre dans le bassin de l'Achéloos. Il a par ailleurs été introduit dans les lacs Pamvótis et Vólvi.

## Description
Silurus aristotelis peut mesurer jusqu'à 46 cm de longueur totale avec une longueur moyenne de 22,7 cm (queue non comprise). Son espérance de vie maximale enregistrée est de 10 ans.

## Classification
Le nom valide complet (avec auteur) de ce taxon est Silurus aristotelis Garman, 1890,.
Dans une communication du 12 novembre 1856 (publiée en 1857), Louis Agassiz mentionne cette espèce sous le taxon Glanis aristotelis mais sans en donner une description, ce qui invalide ce taxon. Toutefois lorsque Samuel Garman en fait la description en 1890, il reprend l'épithète spécifique proposée par Agassiz.
Silurus aristotelis a pour synonymes :
- Glanis aristotelis Agassiz, 1857
- Parasilurus aristotelis (Agassiz, 1857)

## Étymologie
Son épithète spécifique, aristotelis, lui a été donnée en l'honneur d'Aristote (Aristotélis) avec comme mention 

« Étrange état de la culture moderne, qui permet à 
un habitant des États-Unis de contribuer à l’élucidation des œuvres d'Aristote, écrites il y a plus de deux mille ans, et justifier l'exactitude de ce grand naturaliste par des observations d'un caractère similaire sur les habitants des eaux douces d'un continent dont l'existence n'était même pas soupçonnée par les philosophes grecs. »

## Publication originale
- (en) S. Garman, « Silurus (Parasilurus) aristotelis », Bulletin of the Essex Institute, Salem, vol. 22,‎ 1890, p. 56–59 (ISSN 0732-4952, OCLC 370231767, DOI 10.5962/BHL.PART.26627, lire en ligne).